# Hoplocampa alpina
Hoplocampa alpina är en stekelart som först beskrevs av Zetterstedt 1838.  Hoplocampa alpina ingår i släktet Hoplocampa, och familjen bladsteklar. Det är osäkert om arten förekommer i Sverige.